# Жуков, Константин Павлович
Константи́н Па́влович Жу́ков (14 [27] сентября 1906, Городище, Киевская губерния, Российская империя — 1988, Москва, РСФСР) — советский партийный и государственный деятель, первый секретарь Воронежского (1949—1954) и Липецкого (1954—1960) областных комитетов КПСС.

## Биография
В 1926 году окончил Луганского сельскохозяйственного института. Член ВКП(б) с 1936 года.
Работал в Луганской (Ворошиловградской) и Донецкой (Сталинской) областях:
- 1926—1933 гг. — заведующий сельскохозяйственными курсами, главный агроном Меловского районного земельного отдела (Донецкая область),
- 1933—1939 гг. — заведующий Володарским районным земельным отделом (Донецкая-Ворошиловградская область),
- 1939—1944 гг. — заведующий сельскохозяйственным отделом Сталинского областного комитета КП(б) Украины.

В 1944 году переведён на партийную работу:
- 1944—1946 года — секретарь Сталинского областного комитета КП (б) Украины,
- 1946—1947 года — инспектор управления кадров ЦК ВКП(б).

В 1947 году назначен секретарём, а в 1949 году избран первым секретарём Воронежского областного комитета ВКП(б). В январе 1954 года направлен во вновь образованную Липецкую область и избран первым секретарём Липецкого областного комитета КПСС, проработав на этой должности до ноября 1960 года.
Избирался депутатом Верховного Совета СССР 3 и 4-го созывов. Член ЦК КПСС (1952—1956), кандидат в члены ЦК КПСС (1956—1961).
Похоронен на Кунцевском кладбище.

## Награды
- орден Ленина (27.09.1956)
- орден Отечественной войны 2-й степени (11.03.1985)
- орден Трудового Красного Знамени (24.09.1976)
- медали